# Санкт-Петербургское отделение Союза педиатров России
Санкт-Петербургское отделение Союза педиатров России — добровольное общественное объединение врачей-педиатров, научных работников педиатрического профиля и преподавателей педиатрических кафедр медицинских вузов Санкт-Петербурга.

## История переименований
Первое в России объединение детских врачей было учреждено в Санкт-Петербурге по инициативе профессора педиатрии Императорской Медико-хирургической академии Николая Ивановича Быстрова (1841—1906) 28 ноября 1885 года под названием «Общество детских врачей Санкт-Петербурга». В 1914 и в 1924 годах в связи с изменениями названия города общество дважды переименовывалось сначала в «Общество детских врачей в Петрограде», затем в «Общество детских врачей Ленинграда». С 1994 года Общество известно под настоящим названием.

## Предпосылки создания
Ко времени образования Общества детских врачей Санкт-Петербурга педиатрия в России проделала недолгий, но весьма богатый событиями путь:
- В 1767 году выпускник хирургической школы при Санкт-Петербургских Сухопутном и Адмиралтейских госпиталях, а также медицинского факультета Лейденского университета в Голландии доктор медицины Пётр Иванович Погорецкий опубликовал перевод на латинский язык монографии своего петербургского учителя академика СПбАН Иоганна Шрейбера изданную в Лейпциге на немецком языке под названием «Kurze, doch zulaengliche Anweisung zur Erkenntniss und Gur der vornehmsten Krankheiten des menschlichen Leibes, dogh vornehmlich in Absicht auf erwachsene Mannspersonen wie solche in den Grossen Hospitaelern zu St. Petersburg alle Jahre seit 1742 bis hierher ist vorgetragen un erklaeret worden». В процессе перевода П. И. Погорецкий добавил целый том собственных прибавлений «главных немощей женскаго пола и малолетных детей». Этот том Петра Ивановича, впоследствии (1781) переведённый на русский язык Нестором Максимовичем Максимовичем-Амбодиком (1744—1812) стал первым в России кратким руководством по детским болезням.
- В 1784 году профессор повивального искусства Императорской Медико-хирургической академии Нестор Максимович Максимович-Амбодик издал первое в России руководство по акушерству под названием «Искусство повивания, или Наука о бабичьем деле», в пятой части которого было дано:

«…кратное объяснение всего того, что воспитывающим детей ведать и делать должно — касательно их природных свойств, воспитания, попечения от рождения до отроческого возраста; описание болезней, младенцем приключающихся; примечания и наставления о врачевании оных и надежные средства, к облегчению и предохранению детей от немочей способствующие»
;
- В 1829 году доктором медицины и хирургии Филиппом Филипповичем фон Деппом (1793—1855) впервые была организована педиатрическая служба при Петербургском Воспитательном доме. В содружестве с доктором медицины Александром Никитичем Никитиным (1793—1858) впервые в России была создана «Деревенская экспедиция» для наблюдения за детьми Воспитательного дома, размещёнными по крестьянским семьям;
- 6 мая 1833 года Вольным экономическим обществом в Санкт-Петербурге впервые был объявлен конкурс на исследование, посвященное установлению причин высокой детской смертности в России и путях её преодоления. Подведение итогов состоялось 1 марта 1834 года. Победа присуждена доктору Иеремия Рудольфу Лихтенштедту;
- В 1834 году в Петербурге была открыта первая в России детская больница для бедных под управлением военного врача Карла Ивановича Фридебурга (1786—1835), которого через год сменил доктор медицины, имевший опыт работы с детьми, Фёдор Иванович фон Вейссе (1792—1869). Впоследствии больница получила название «Николаевская», а после Октябрьской революции была переименована в детскую больницу им. Н. Ф. Филатова;
- В 1836 году профессор акушерства Степан Фомич Хотовицкий (1796—1885) впервые в России начал чтение курса лекций по детским болезням для слушателей Медико-хирургической академии. Им же в 1847 году было издано первое отечественное руководство по детским болезням, получившее название «Педиятрика». К сожалению, из-за крайне небольшого тиража, всего в 600 экземпляров, оно осталось почти не замеченным современниками;
- В 1844 году под руководством доктора медицины Эрнста Александровича (Яковлевича) Мейера (1810—1872) в Петербурге была открыта вторая детская больница, по высочайшему повелению ставшая именоваться Елисаветинской клинической больницей для малолетних детей. В советские годы больница носила имя французского микробиолога Луи Пастера и была закрыта в 90-х годах XX века;
- В 1865 году адъюнкт-профессор акушерства Медико-хирургической академии Василий Маркович Флоринский (1834—1899) был назначен руководителем детской клиники академии и начал систематическое чтение лекций по педиатрии;
- В 1866 году Я. М. Симонович с женой открыли в Санкт-Петербурге первый детский сад, в последующие годы Я. М. Симонович опубликовал ряд работ по раннему развитию ребёнка;
- В 1869 году в Петербурге по инициативе профессора В. М. Флоринского была организована первая в России кафедра детских болезней, которую возглавил его ученик профессор Николай Иванович Быстров[2]. С этого момента преподавание педиатрии в академии приняло систематический характер, в рамках экстерната стала проводиться профессиональная подготовка врачей-педиатров, начались первые научные исследования в области физиологии и патологии детского возраста;
- В том же 1869 году по решению принца Петра Георгиевича Ольденбургского в столице была открыта третья детская больница. Впервые, при непосредственном участии доктора Карла Андреевича Раухфуса (1835—1915), она была спроектирована и построена как детское лечебное учреждение и располагала самыми передовыми для того времени медицинскими технологиями. По международному признанию, она оказалась лучшей в Европе. Возглавил больницу имени принца Петра Ольденбургского сам К. А. Раухфус. С 1918 года больница носит его имя. В те же годы широкую популярность в Коломенской части столицы приобрёл детский врач Дмитрий Петрович Борейша;
- К этому следует добавить, что в разные годы различными благотворительными организациями Петербурга открывались приюты для убогих и больных детей. Число их постоянно увеличивалось.

Важной предпосылкой к созданию Общества детских врачей Петербурга послужил тот факт, что к 1885 году в Петербурге уже давно существовали общественные объединения врачей. Первым в 1819 году стало «Немецкое врачебное общество в Санкт-Петербурге» (Der deutsche aerzliche Verein in St.Petersburg). В 1834 году возникло «Общество русских врачей Санкт-Петербурга». Позже появились: «Общество практикующих врачей в Санкт-Петербурге», «Общество военно-морских врачей в Санкт-Петербурге», «Всеобщее общество Санкт-Петербургских врачей» и некоторые другие.
Большинство врачей, работавших в области педиатрии, состояли членами тех или иных врачебных обществ и остро ощущали необходимость объединения по своим профессиональным интересам.

## Деятельность общества до Октябрьской революции 1917 года

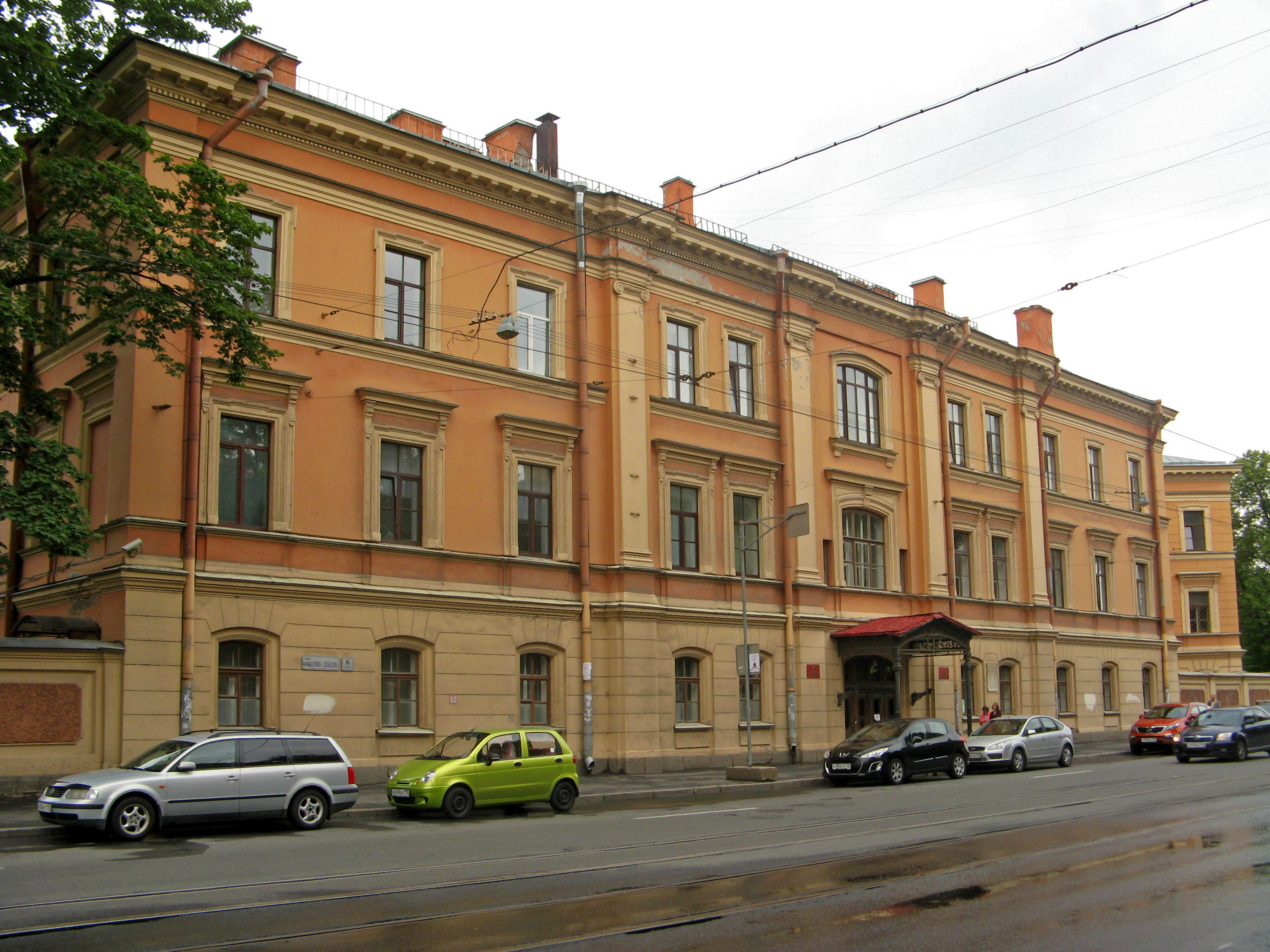
Клиника детских болезней Военно-медицинской академии

Учредительное собрание Общества состоялась 28 ноября 1885 года на территории Военно-медицинской академии. Число учредителей, среди которых в подавляющем большинстве были детские врачи Санкт-Петербурга, составило 63 человека.
Согласно принятому уставу действительным членом Общества мог «…быть всякий получивший право практики в России врач, интересующийся успехами педиатрии и готовый своей деятельностью непосредственно содействовать нуждам Общества».
К 1895 году количество действительных членов Общества составляло 99. Кроме того, с Обществом сотрудничали 7 почётных членов и 3 члена-корреспондента.
В первом уставе было сказано: 

«Общество детских врачей имеет целью служить успехам педиатрии и коллегиальному сближению врачей, занимающихся этой отраслью медицинской науки».
В этой связи были сформулированы следующие задачи:

- следить за развитием педиатрии и всего, касающегося физического воспитания детей;
- обращать внимание на появление эпидемических болезней среди детского населения и на лучшие меры для предупреждения их распространения;
- входить в рассмотрение вопросов, в пределах его специальности, предлагаемых ему для обсуждения различными административными учреждениями, земствами, благотворительными обществами и т. д.;
- стремиться к поддержанию нравственной связи между сочленами и другими врачами, основанной на началах уважения к науке и к своему знанию;
- содействовать развитию отечественной литературы по педиатрии присуждением золотой медали автору лучшей работы по педиатрии                    в России, по докладу особо избранной комиссии». — 

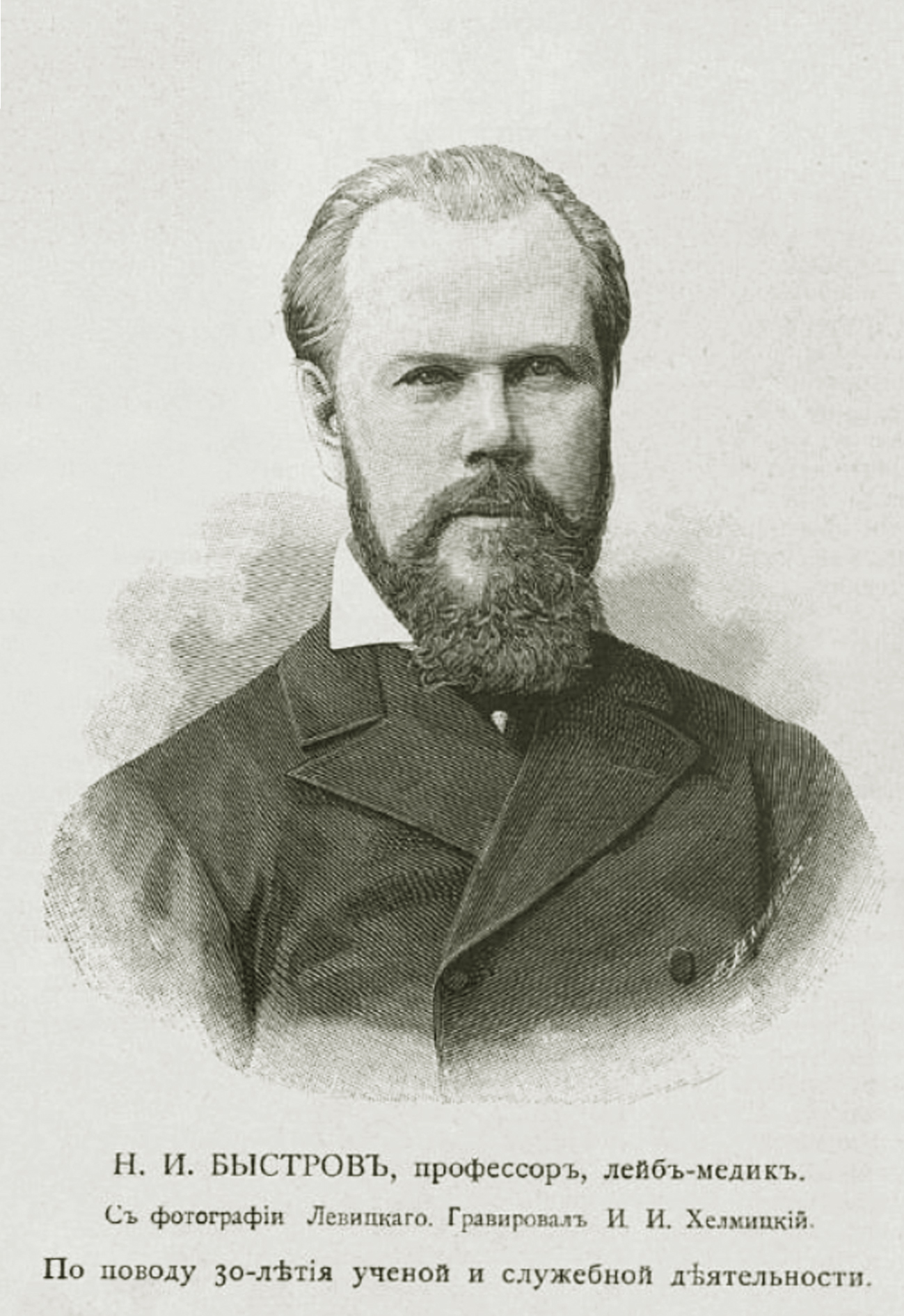
Профессор Н. И. Быстров

Первым председателем Общества был избран профессор Николай Иванович Быстров (1841—1906).
До 1917 года в разные годы председателями и вице-председателями Общества были известные петербургские педиатры – сотрудники детских больниц и кафедры детских болезней Императорский военно-медицинской академии: 
- Абельман Морис Львович (1863—1927) — доктор медицины, врач Елизаветинской клинической больницы для малолетних детей;
- Арнгейм Фридрих (Фёдор) Карлович (1845—1893) — доктор медицины, старший врач Елизаветинской клинической больницы для малолетних детей, директор Максимилиановской лечебницы для приходящих больных;
- Ван Путерен Михаил Дмитриевич (1853—1908) — доктор медицины, главный врач Санкт-Петербургского Воспитательного дома, приват-доцент кафедры детских болезней Императорский военно-медицинской академии;
- барон фон Гейкинг Эдуард Андреевич (1855—после 1914) — доктор медицины, старший врач Детской больницы Петра Ольденбургского;
- Гундобин Николай Петрович (1860—1908) — профессор, начальник кафедры детских болезней Военно-медицинской академии;
- Зотов Александр Дмитриевич (1863—1933) — доктор медицины, главный врач Городской детской больницы «В память священного коронования Их Императорских Величеств»;
- Лунин Николай Иванович (1854—1937) — доктор медицины, основоположник учения о витаминах, главный врач Детской больницы принца Петра Ольденбургского после её переименования;
- Острогорский Сергей Алексеевич (1867—1934) — доктор медицины, специалист в вопросах школьной гигиены. Один из первых директоров высших курсов П. Ф. Лесгафта;
- Петерс Ричард Александрович (1850—1908) — доктор медицины, старший врач Детской больницы принца Петра Ольденбургского, приват-доцент кафедры детских болезней Императорский военно-медицинской академии;
- Радецкий Иван Иванович (1835—1904) — ассистент Императорский военно-медицинской академии, главный врач Варшавской железной дороги;
- Раухфус Карл Андреевич (1835—1915) — профессор, один из организаторов женского медицинского образования в России,  главный врач Детской больницы принца Петра Ольденбургского;
- Реймер Карл Карлович (1838—1900) — доктор медицины, старший врач Николаевской детской больницы;
- Руссов Александр Андреевич (1846—1911) — профессор кафедры детских болезней Клинического института Великой княгини Елены Павловны, второй главный врач Детской больницы принца Петра Ольденбургского;
- Термен Эмилий Фёдорович (1827—1896) — доктор медицины, врач Лечебницы Императорсокого Человеколюбивого общества;
- Шкарин Александр Николаевич (1876—1920) — профессор, один из первых учёных-педиатров, начальник кафедры детских болезней Императорский военно-медицинской академии.

Всего за 32 года, прошедших до Октябрьской революции 1917 года, состоялось 230 заседаний Общества, на которых было представлено 474 научных докладов и демонстраций. Подавляющее большинство докладов было посвящено описанию казуистических случаев в педиатрии, порокам сердца и центральной нервной системы, детским инфекциям, а также физиологии детского возраста и аномалиям конституции.
Наиболее проблемными вопросами, впервые поднятыми на заседаниях Общества, стали следующие:
- Эдуард Эдуардович Гартье (1872—1959) — приват-доцент кафедры детских болезней Императорской военно-медицинской академии — в 1905 году поставил на обсуждение вопрос о внутрибольничных инфекциях;
- Владислав Осипович Губерт (1863—1941) — главный  врач Санкт-Петербургского Воспитательного дома, приват-доцент кафедры детских болезней Императорской военно-медицинской академии — в 1902 году инициировал дискуссию о вскармливания грудных детей и связанного с ней вопроса об организации системы специальных молочных станций «Капля молока»;
- Дмитрий Александрович Соколов (1861—1915) — профессор кафедры детских болезней Женского медицинского института, главный врач Городской детской больницы «В память священного коронования Их Императорских Величеств» —  в 1901 году своим докладом дал толчок к многолетней полемике о причинах высокой детской смертности в России и путях её преодоления. Её практическим воплощением стало создание «Союза для борьбы с детской смертностью в России»[5];

Дмитрий Александрович Соколов привлёк внимание коллег ещё к двум вопросам, на долгие годы занявшие умы педиатрической общественности Петербурга: 
- об организации ухода за больными детьми в стационарах;
- о правомерности оказания медицинской помощи детям по жизненным показаниям без согласия родителей;

- Огромный резонанс в среде педиатров имел доклад Карла Андреевича Раухфуса, прозвучавший накануне Первой мировой войны. Он был посвящён так, практически, и не воплощённому в жизнь проекту организации  «Всероссийского попечительства об охране материнства и младенчества». В докладе впервые была представлена предполагаемая структура системы охраны Материнства и младенчества в России.

Кроме уже перечисленных, активное участие в работе Общества в первые три десятилетия его существования принимали: 
- Воронихин Николай Алексеевич (1842—1896) — доктор медицины, старший врач Елизаветинской клинической больницы для малолетних детей;
- Вяжлинский Николай Константинович (1860—1939) — доктор медицины, главный врач Императорской Николаевской детской больницы;
- Михаил Самойлович Зеленский (1829—1890) — доктор медицины, приват-доцент Императорской военно-медицинской академии;
- Коровин Иван Павлович (1843—1908) — приват-доцент кафедры детских болезней Императорской Медико-хирургической академии;
- фон Рейтц Владимир Николаевич (1839—1904) — профессор, главный врач Елизаветинской клинической больницы для малолетних детей, основатель курса детских болезней Клинического института Великой княгини Елены Павловны;
- Серк Юлий Петрович (1849—1919) — доктор медицины, третий главный врач Детской больницы принца Петра Ольденбургского;
- Шабад Израиль Абрамович (1870—1917) — доктор медицины, один из основателей и второй заведующий кафедрой детских болезней Женского медицинского института
- Шабанова Анна Николаевна (1842—1932) — первая женщина-педиатр, сотрудник Детской больницы принца Петра Ольденбургского;

## Деятельность Общества в Советский период
Условно этот период можно разделить на два:

### «Масловский» этап в работе Общества

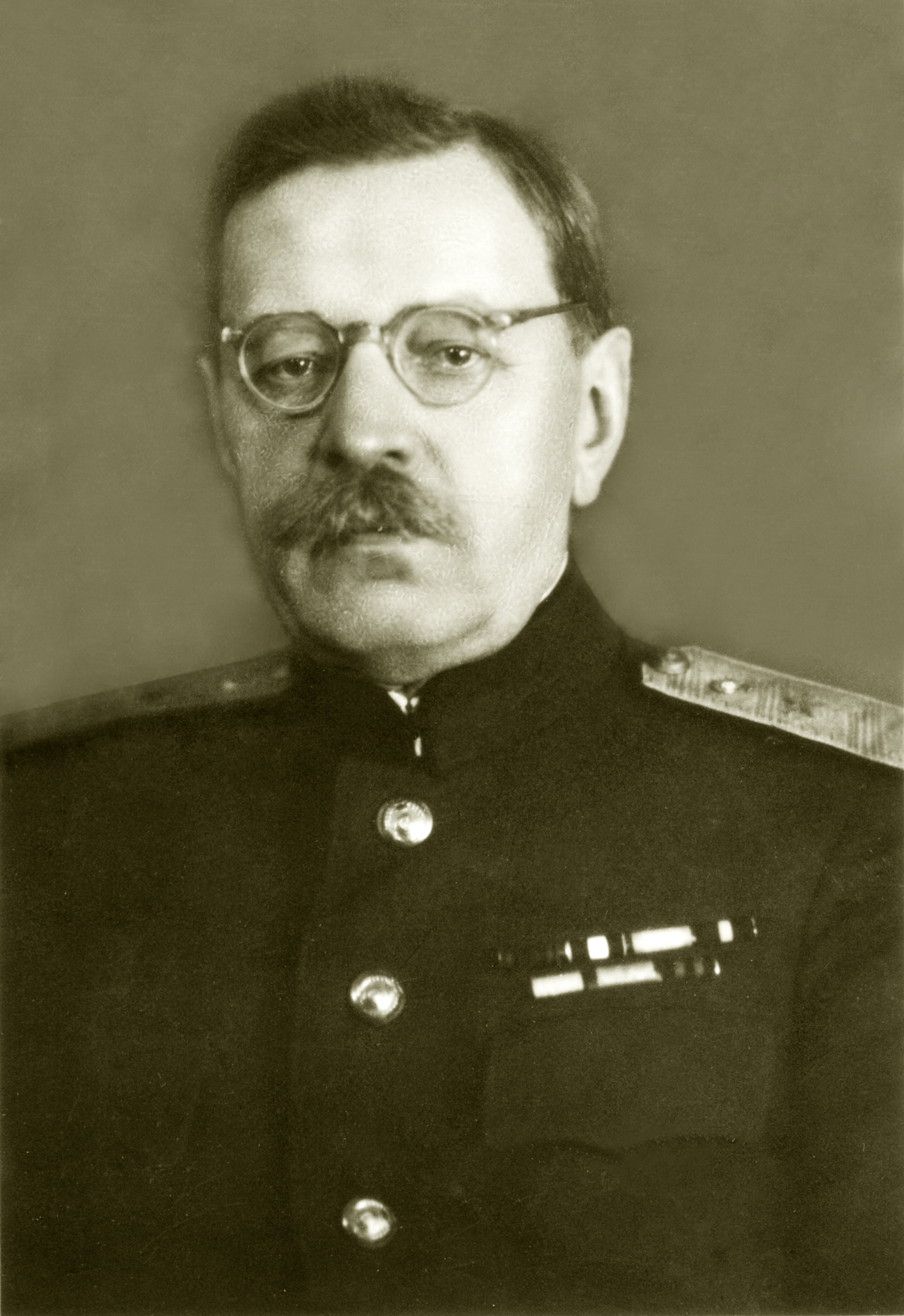
Профессор М. С. Маслов

До смерти в 1961 году руководителя кафедр детских болезней Военно-медицинской академии и Ленинградского педиатрического медицинского института, академика Михаила Степановича Маслова (1885—1961), работа Общества детских врачей Ленинграда так или иначе была связана с его именем. Он руководил деятельностью общества в периоды 1925—1926, 1929—1930, 1933—1935, 1936—1941, 1946—1961 гг.
Председателями правления общества и заместителями председателя в эти годы также становились:
- Гартье Эдуард Эдуардович (1872—1959) — профессор кафедры детских болезней Психоневрологического института;
- Данилевич Михаил Георгиевич (1882—1956) — профессор кафедры детских инфекционных заболеваний Ленинградского педиатрического медицинского института;
- Знаменский Владимир Филимонович (1883—1964) — доктор медицины, доцент кафедры детских болезней Военно-медицинской академии, профессор кафедры детских болезней Ленинградского санитарно-гигиенического института;
- Зотов Александр Дмитриевич (1863—1933) — доктор медицины, главный врач Городской детской больницы «В память священного коронования Их Императорских Величеств»;
- Медовиков Пётр Сергеевич (1873—1941) — профессор, профессор кафедры детского туберкулёза Ленинградского педиатрического медицинского института;
- Менделева Юлия Ароновна (1883—1959) — профессор, ректор Ленинградского педиатрического медицинского института;
- Тур Александр Фёдорович (1894—1974) — академик. профессор госпитальной педиатрии Ленинградского педиатрического медицинского института;
- Фурман Эммануил Бернгардович (1874—1842) — профессор кафедры детских болезней Ленинградского санитарно-гигиенического медицинского института;

В 1925 году, с дополнениями от 1931 года, Общество перешло на новый устав, в котором были сформулированы следующие задачи:

- Содействие научной разработке вопросов теории и практики медицины в области педиатрии и организации детского здравоохранения;
- Содействие повышению квалификации членов Общества;
- Оказание научно-методической и практической помощи органам здравоохранения и Министерству;
- Обобщение опыта работы практических врачей и новаторов в области педиатрии;
- Пропаганда достижений медицинской науки в области педиатрии и организации детского здравоохранения среди широкой медицинской общественности и населения. — 

С учётом политических реалий тех лет они были дополнены такими пунктами, как: «Активное участие в социалистическом строительстве СССР» и «Содействие укреплению обороны страны».
Эффективность работы Общества в эти годы существенно возросла. За первые 18 лет советского периода его деятельности на 207 заседаниях прозвучало 520 докладов и демонстраций, что значительно превысило активность первых 32 лет.
Самое деятельное участие в работе Общества в этот период принимали:
- Абезгауз Александр Моисеевич (1898—1977) — профессор Ленинградского педиатрического медицинского института;
- Антонов Александр Николаевич (1884—1947) — профессор Ленинградского педиатрического медицинского института;
- Владыкин Александр Львович (1870—1936) — профессор кафедры физиологии и патологии новорожденных Ленинградского института акушерства и гинекологии имени Д. О. Отта;
- Воловик Аркадий Борисович (1892—1980) — профессор кафедры пропедевтики детских болезней Ленинградского педиатрического медицинского института;
- Горницкая, Эдда Абрамовна (1892—1972) — профессор кафедры педиатрии Первого Ленинградского медицинского института им. И. П. Павлова;
- Грибоедов Адриан Сергеевич (1875—1948) — профессор кафедры гигиены воспитания 2-го Ленинградского медицинского института;
- Котиков Юрий Аггеевич (1897—1979) — профессор кафедры госпитальной педиатрии, проректор Ленинградского педиатрического медицинского института;
- Красногорский Николай Иванович (1882—1961) — академик, профессор кафедры педиатрии Первого медицинского института, главный врач детской больницы им Н. Ф. Филатова;
- Мичник Зинаида Осиповна (1878—1942) — доцент кафедры социальной гигиены женщины и ребёнка Ленинградского педиатрического медицинского института;
- Морев Василий Иванович (1891—1938) —доцент кафедры детских болезней Военно-медицинской академии, профессор кафедры педиатрии 3-го Ленинградского медицинского института;
- Мочан Виктор Осипович (1875—1943) — профессор кафедры педиатрии 2-го Ленинградского медицинского института.
- Руднев Михаил Фёдорович (1874—1930) — приват-доцент кафедры детских болезней Военно-медицинской академии, профессор кафедры госпитальной педиатрии Днепропетровского медицинского института;
- Садыкова, Юлия Николаевна (1877—1932) — женщина-врач, педиатр, доцент НПИ ОММ. Один из основоположников Ленинградской школы детских врачей;
- Стырикович Валериан Львович (1890—1962) — доцент кафедры факультетской педиатрии Ленинградского педиатрического медицинского института, профессор кафедры педиатрии Кишиневского медицинского института;
- Фридман Эммануил Иосифович (1899—1959) — профессор факультетской педиатрии Ленинградского педиатрического медицинского института;
- Чулицкая Лидия Ивановна (1868—1938) — профессор педологии раннего детского возраста Ленинградского педиатрического медицинского института, профессор кафедры соматической педологии института физического образования имени П. Ф. Лесгафта;
- Шаак Вильгельм Адольфович (1880—1957) — профессор, организатор и первый заведующий кафедрами детской хирургии в 1-м ЛМИ и ЛПМИ;

Не являясь педиатрами, или клиницистами, широко сотрудничали с обществом такие крупные деятели отечественной науки как:
- Гартох, Оскар Оскарович — советский микробиолог, один из основоположников иммунологии, организатор и первый заведующий кафедрой микробиологии Ленинградского педиатрического медицинского института.
- Иоффе, Владимир Ильич (1898—1979) — академик, родоначальник советской школы клинической иммунологии;
- Карасик, Владимир Моисеевич (1894—1964) — академик, организатор и первый заведующий кафедрой фармакологии Ленинградского педиатрического медицинского института.

В эти годы на заседаниях общества особое внимание уделялось таким социально значимым проблемам, как профилактика детских инфекций, туберкулёз у детей, борьба с летними поносами, но главное — вопросы организации системы охраны материнства и младенчества (ОММ) и системы охраны здоровья детей и подростков(ОЗДиП), которые на протяжении первых десятилетий Советской власти развивались независимо друг от друга. Именно на заседаниях Общества детских врачей Ленинграда обсуждались вопросы создания одноимённых научно-практических институтов сначала Охраны материнства и младенчества, а затем Охраны здоровья детей и подростков, который спустя годы получил название: НИИ Детских инфекций.
Одной из важных тем, поднятых на заседаниях Общества в конце 20-х годов, был вопрос об организации первичного педиатрического образования в СССР. Результатом таких обсуждений стало то, что сначала в 1931 году при Первом Ленинградском медицинском институте впервые в мире был организован педиатрический факультет, а спустя 4 года на базе института Охраны материнства и младенчества был открыт Ленинградский педиатрический медицинский институт.
Особую роль пришлось сыграть Обществу в годы Великой Отечественной войны. Во время блокады Ленинграда им руководили профессор А. Ф. Тур и ректор педиатрического института Ю. А. Менделева. На эти годы Общество стало тем местом, где до сведения практикующих врачей оперативно доводилась информация по самым актуальным для осаждённого города вопросам педиатрии: методам вскармливания детей в условиях голода и отсутствия коровьего молока, лечению тяжёлых форм дистрофии, авитаминозов, борьбе с инфекциями и т. д. Большая часть научных сообщений в этот период была посвящена именно этим темам.

### Общество детских врачей в последнюю треть существования СССР
В 60-е годы внутри педиатрии начался процесс быстрого формирования специализированных  служб. Появились такие направления, как детская хирургия, детская кардиоревматология, нефрология, аллергология, эндокринология, пульмонология, гастроэнтерология, реаниматология и другие. Все это привело к формированию соответствующих профессиональных объединений врачей и в итоге — к изменениям форм работы Общества.  Постепенно Общество превратилось в место для апробации результатов диссертационных исследований, что несколько снизило к нему интерес со стороны практикующих врачей.
Председателями Общества в этот период были:
- Тур Александр Фёдорович (1894—1974) — академик, профессор кафедры госпитальной педиатрии Ленинградского педиатрического медицинского института. Председатель Общества в период с 1961 по 1974 гг.;
- Клиорин Александр Ильич (род.: 1924 г.) — профессор, начальник кафедры детских болезней Военно-медицинской академии имени С. М. Кирова. Председатель Общества в период с 1974 по 1995 гг.;

В эти годы, наряду со многими другими, в работе Общества принимали участие: 
- детские нефрологи:
  - Валентинович Александра Антоновна (1909—1975) — профессор кафедры педиатрии ЛПМИ;

- Папаян Альберт Вазгенович (1936—2002) — профессор, главный детский нефролог Ленинграда.

- детские кардиологи и кардиоревматологи: 
  - Юрьев Владимир Владимирович (1938—2015) — профессор кафедры пропедевтики детских болезней ЛПМИ, главный детский ревматолог Ленинграда;

- Воронцов, Игорь Михайлович (1935—2007) — профессор, заведующий кафедрами пропедевтики детских болезней, детских болезней № 3, педиатрии ФПК и ПП ЛПМИ, главный педиатр Ленинграда;
- Орлова Нина Васильевна (1923—2016) — профессор кафедры педиатрии ЛенГИДУВа;
- Болдырев Рэм Вячеславович (1934—2006) — доцент, главный детский кардиолог Ленинграда;
- Коренев, Павел Борисович (1949—2014) - заместитель главного врача ДГБ № 1, генеральный директор российского отделения благотворительного Фонда Ростроповича-Вишневской «Во имя здоровья и будущего детей»;
- Пучкова Алла Яковлевна (род.: 1935 г.) — доцент кафедры педиатрии ЛПМИ.

- детские реаниматологи и неонатологи: 
  - Цыбулькин Эдуард Кузьмич (1938—2001) — профессор кафедры неотложной педиатрии ЛПМИ, главный детский реаниматолог Ленинграда;

- Шабалов, Николай Павлович (род.: 1939 г.) — профессор кафедры госпитальной педиатрии, организатор и заведующий кафедрой педиатрии с курсами перинатологии ЛПМИ, заведующий кафедрой детских болезней ВМА;
- Любименко Вячеслав Андреевич (1942—2017) — доцент той же кафедры, заместитель главного врача ДГБ № 1, главный неонатолог Комитета по здравоохранению Санкт-Петербурга;
- Хазанов Александр Ильич (род.: 1930 г.) — заведующий отделением для недоношенных детей.

- детские хирурги: 
  - Баиров Гирей Алиевич (1922—1999) — член-корреспондент Академии медицинских наук СССР, профессор кафедры детской хирургии ЛПМИ;

- Горенштейн, Аркадий Исаакович (1941—2013) — ординатор клиники детской хирургии ЛПМИ, в последующем профессор Тель-Авивского университета;
- Дрейер Кира Львовна (1921—1996) — доцент той же кафедры;
- Каган Анатолий Владимирович (род.: 1950 г.) — главный врач Детской городской больницы № 1 Санкт-Петербурга.

- детский гинеколог:

- Гуркин Юрий Александрович (род.: 1939 г.) — профессор кафедры гинекологии ЛПМИ, организатор и заведующий кафедрой детской и подростковой гинекологии СПбГПМУ.

- детский эндокринолог:

- Скородок Леонид Маркович (1939—1982) — доктор медицинских наук, ассистент кафедры госпитальной педиатрии ЛПМИ, один из организаторов детской эндокринологической службы Ленинграда.

- детский аллерголог и клинический фармаколог:
  - Зисельсон Александр Давидович (род.: 1941 г.) — профессор кафедры клинической фармакологии ЛПМИ, главный детский аллерголог Ленинграда.
- клинические фармакологи:
  - Гусель Вильям Анатольевич (род.: 1941 г.) — профессор кафедры фармакологии и заведующий кафедрой клинической фармакологии ЛПМИ.
  - Маркова Ирина Валерьевна (1923—2010) — профессор, заведующая кафедрой фармакологии ЛПМИ.
- организатор здравоохранения:
  - Веселов Николай Глебович (1940—1996) — профессор, организатор и заведующий кафедрой социальной педиатрии ЛПМИ.
- руководители Ленинградского педиатрического медицинского института:
  - Алфёров Вячеслав Петрович (род.: 1930 г.) — профессор, ректор ЛПМИ;

- Тарасов Олег Феодосьевич (1924—1999) —  доцент, проректор по научной работе ЛПМИ;
- Тимофеева, Галина Александровна (1921—1985) — профессор кафедры детских инфекций и ректор ЛПМИ, директор

НИИ Детских инфекций.

## Деятельность Общества после образования Российской Федерации
Новые реалии потребовали изменения и основных задач Общества:

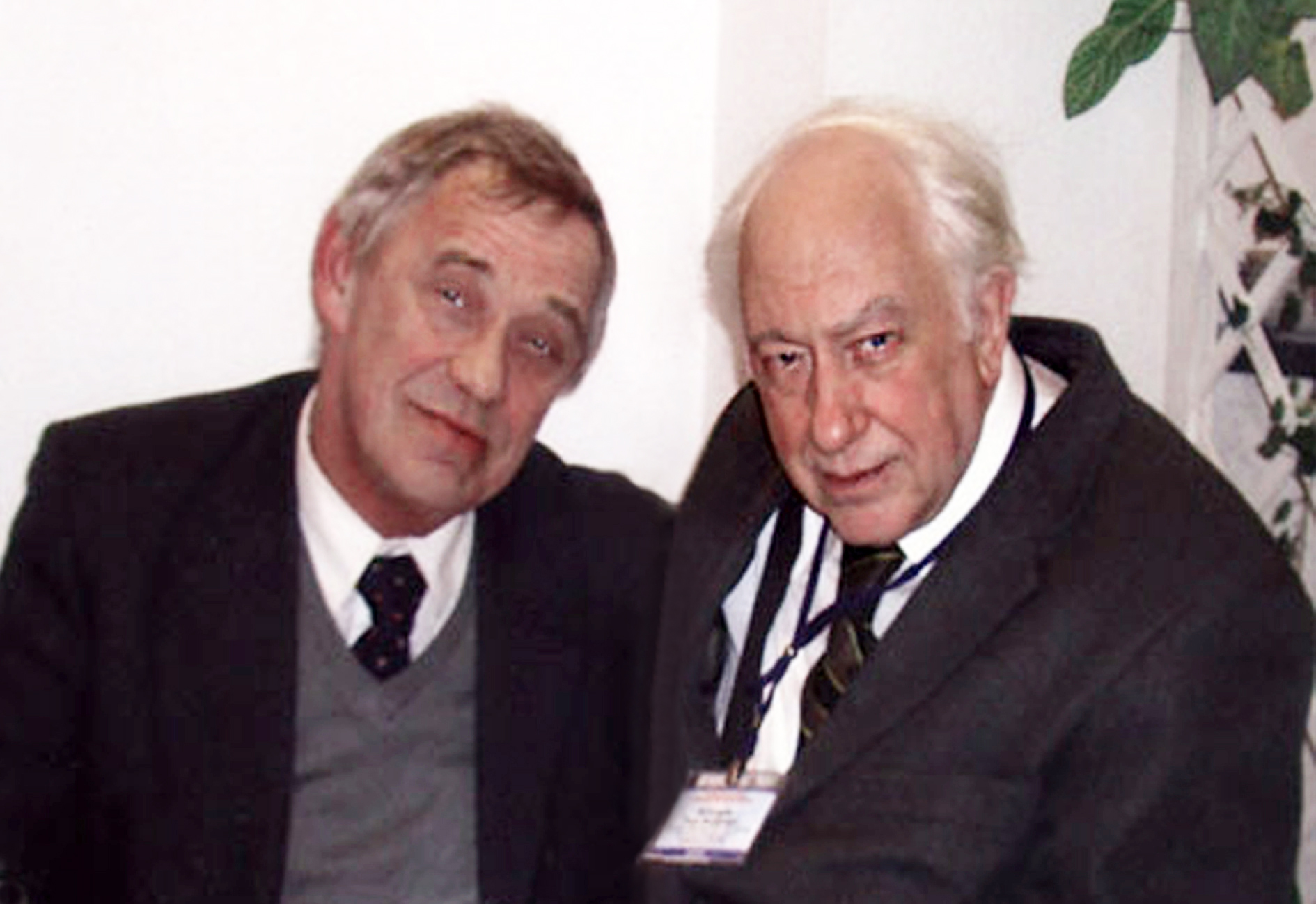
Президенты Санкт-Петербургского отделения Союза педиатров России профессор Н. П. Шабалов (слева) и профессор И. М. Воронцов

- развитие международного научного сотрудничества в области педиатрии, в т. ч. участие в международных встречах и конгрессах,  организация специальных выставок и семинаров с привлечением отечественных и зарубежных специалистов;
- анализ, обобщение и пропаганда результатов научных исследований в области педиатрии, способствование развитию приоритетных научных исследований;
- взаимодействие с государственными структурами в области соблюдения прав детей на охрану их здоровья на основе анализа эффективности действующих законов, разработка предложений, направленных на совершенствование законодательства
- организация съездов, научно-практических конференций, симпозиумов, семинаров и школ молодых специалистов, осуществление издательской деятельности.

В 1995 году президентом Общества был избран Игорь Михайлович Воронцов (1935—2007) — профессор Санкт-Петербургской государственной педиатрической медицинской академии. В 2006 году его сменил профессор Николай Павлович Шабалов (род.: 1939 г.) — начальник кафедры детских болезней Военно-медицинской академии имени С. М. Кирова.
Важнейшим мероприятием Общества в эти годы стало обращение, с которым от его имени, обеспокоенные судьбой педиатрии, обратились к президенту РФ . В. Путину руководители Санкт-Петербургского отделения профессоры И. М. Воронцов и Н. П. Шабалов, а также профессор Ю. А. Гуркин. Спустя годы это обращение, не потеряло своей актуальности:

«…Сегодня нужно остановить некомпетентных или лукавых реформаторов и сохранить то лучшее, что когда-то Россия уже подарила своим детям — хорошо оснащённые детские поликлиники и бесплатную круглосуточную опеку профессионалов детской медицины. В охране детства, в формировании здоровья детей недопустима никакая коммерциализация, нельзя смириться с подменой логикой коммерции логики добра и профессионализма столь естественных и необходимых для медицины вообще и детской в особенности. И есть уже накопленный всемирный опыт, который говорит о том, что все перспективы на будущее определяются здоровьем детей и нет более эффективных инвестиций в будущее, чем инвестиции в детское здоровье и образование. Нам не хочется верить, что сегодня наступила пора такого экономического и умственного оскудения России, что мы должны посягнуть на жизнь и благополучие собственных детей. Скажите своё слово, господин Президент».— Из обращения Союза педиатров Санкт-Петербурга к Президенту России Владимиру Владимировичу Путину и ко всем‚ кому небезразлична судьба Отечества!
В настоящее время Общество стало главной и наиболее престижной площадкой в Санкт-Петербурге где проводятся научные конгрессы, конференции симпозиумы, посвящённые вопросам педиатрии, в том числе и с международным участием.